# 于利希公國
于利希公國（德語：Herzogtum Jülich；荷蘭語：Hertogdom Gulik；法語：Duché de Juliers）是11至18世紀神聖羅馬帝國內的一個國家。公國位於萊茵河以西，東與科隆選侯國接壤，西與林堡公國接壤。它在魯爾河兩岸都有領土，圍繞其在萊茵蘭下游的首都于利希（前羅馬帝國城市「尤利亞庫姆」）。1423年，該公國與萊茵河對岸的貝格伯国合併，從那時起也被稱為「于利希-貝格」。後來它成為于利希-克莱沃-貝格聯合公國的一部分。
它的領土位於今天的德國（北萊茵-威斯特法倫州的一部分）和今天的荷蘭（林堡省的一部分），其人口使用相同的林堡方言。

## 歷史

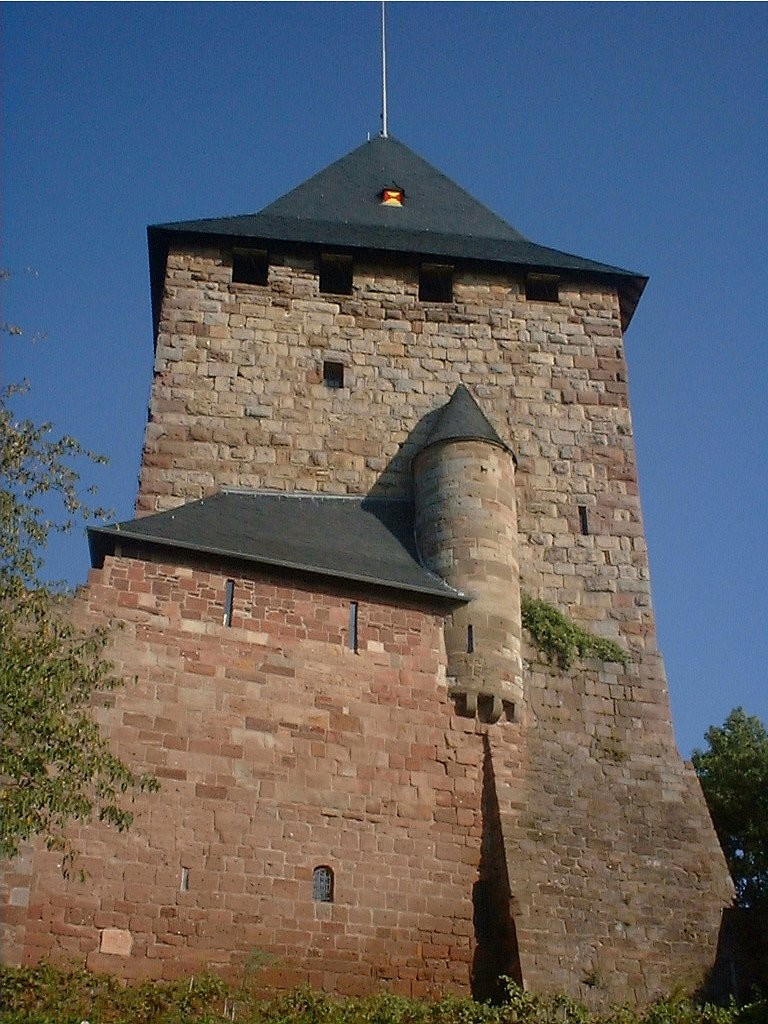
尼代根城堡

九世紀某位名叫馬特弗里德（德語：Matfried）的人被記載為于利希伯爵。
1003年第一個被文獻記載為下洛林于利希大區的伯爵是格哈德一世；他的孫子格哈德三世於1081年開始自稱于利希伯爵。1219年接任伯爵的威廉四世，顯著擴大了于利希伯國的領土，並於1234年授予于利希城市特權，這激怒了科隆大主教康拉德·馮·霍希斯塔登，他的軍隊在五年後摧毀了這座城市。威廉四世的兒子沃爾拉姆（從1278年到1297年擔任伯爵）仍然是科隆大主教的強烈反對者，他在1288年的瓦林根戰役中支持布拉班特公爵若望一世對抗科隆大主教韋斯特堡的西格弗里德二世。雖然沃爾拉姆的弟弟格哈德五世伯爵曾支持德意志國王拿騷的阿道夫，對抗他的對手哈布斯堡的阿爾布雷希特一世，但當1298年阿道夫在格爾海姆戰役戰死之後，格哈德五世仍然可以保留其領地，並於 1314年支持維特爾斯巴赫的路易四世改在科隆附近的亞琛加冕為皇帝，再次與科隆大主教對立。
當格哈德的幼子沃爾拉姆於1332年成為科隆大主教時，于利希與科隆長期的衝突結束了。他的哥哥于利希伯爵威廉五世於1366年獲得皇帝路易四世提升為藩侯，1356年皇帝盧森堡的查理四世將威廉五世提升為公爵。然而，他的兒子威廉二世卻被捲入到與皇帝同父異母的兄弟，布拉班特公爵盧森堡的溫塞斯拉斯的鬥爭之中，他於1371年在巴斯韋勒戰役中擊敗了溫塞斯拉斯。
此後于利希的歷史與其鄰國的歷史緊密相連，包括克萊沃公國、貝格公國、以及海爾德公國和馬克伯國。公爵威廉二世於1371年迎娶了海爾德公爵雷諾二世的女兒瑪麗亞，瑪麗亞在她同父異母的兄弟海爾德的雷諾三世於1371年去世後成為海爾德公爵繼承人。威廉二世解決了與皇室盧森堡王朝的衝突，並讓他的兒子威廉三世同時繼承了于利希和海爾德兩個公國。然而在1423年威廉三世的弟弟萊諾德死後沒有繼承人，海爾德公國選擇了阿爾諾·范·埃格蒙作為公爵，而于利希與貝格則合併並傳給了貝格公爵阿道夫，他屬於于利希家族一個更年輕的分支，這個支系的祖先憑藉婚姻在十四世紀中獲得了貝格公國。
1511年，克萊沃公爵約翰三世通過迎娶于利希末代公爵威廉四世的女兒于利希-貝格的瑪麗亞繼承了于利希和貝格。瑪麗亞繼承了她父親的遺產：于利希、貝格以及拉文斯貝格伯國。從1521年起，于利希-貝格和克萊沃在公爵約翰三世的領導下形成了于利希-克萊沃-貝格聯合公國共主邦聯。
1609年于利希-克萊沃-貝格的最後一位公爵在沒有直系繼承人的情況下去世，于利希王位繼承戰爭爆發了。戰爭以1614年的簽訂克桑滕條約結束，該條約將獨立的公國領地各自劃分予普法爾茨-諾伊堡和勃蘭登堡侯國。于利希和貝格落入普法爾茨伯爵，諾伊堡的沃夫岡·威廉的手中。1742年普法爾茨-諾伊堡的最後一位公爵（從1685年開始也是普法爾茨選帝侯）卡爾三世·菲利普去世並無嗣，普法爾茨-蘇爾茨巴赫伯爵卡爾·特奧多爾（1777年後也成為巴伐利亞公爵）繼承了于利希和貝格。
1794年革命中的法國佔領了于利希公國（法語：Duché de Juliers），成為法國省分魯爾省的一部分。1801年的呂內維爾條約正式承認于利希被割讓給法國。1815年拿破崙戰敗後，公國成為普魯士于利希-克萊沃-貝格省的一部分（1822年後成為普魯士萊茵省的一部分)，除了城市薛達和泰赫倫（現今芬洛的其中一區）成為了荷蘭聯合王國的一部分。

## 于利希統治者列表

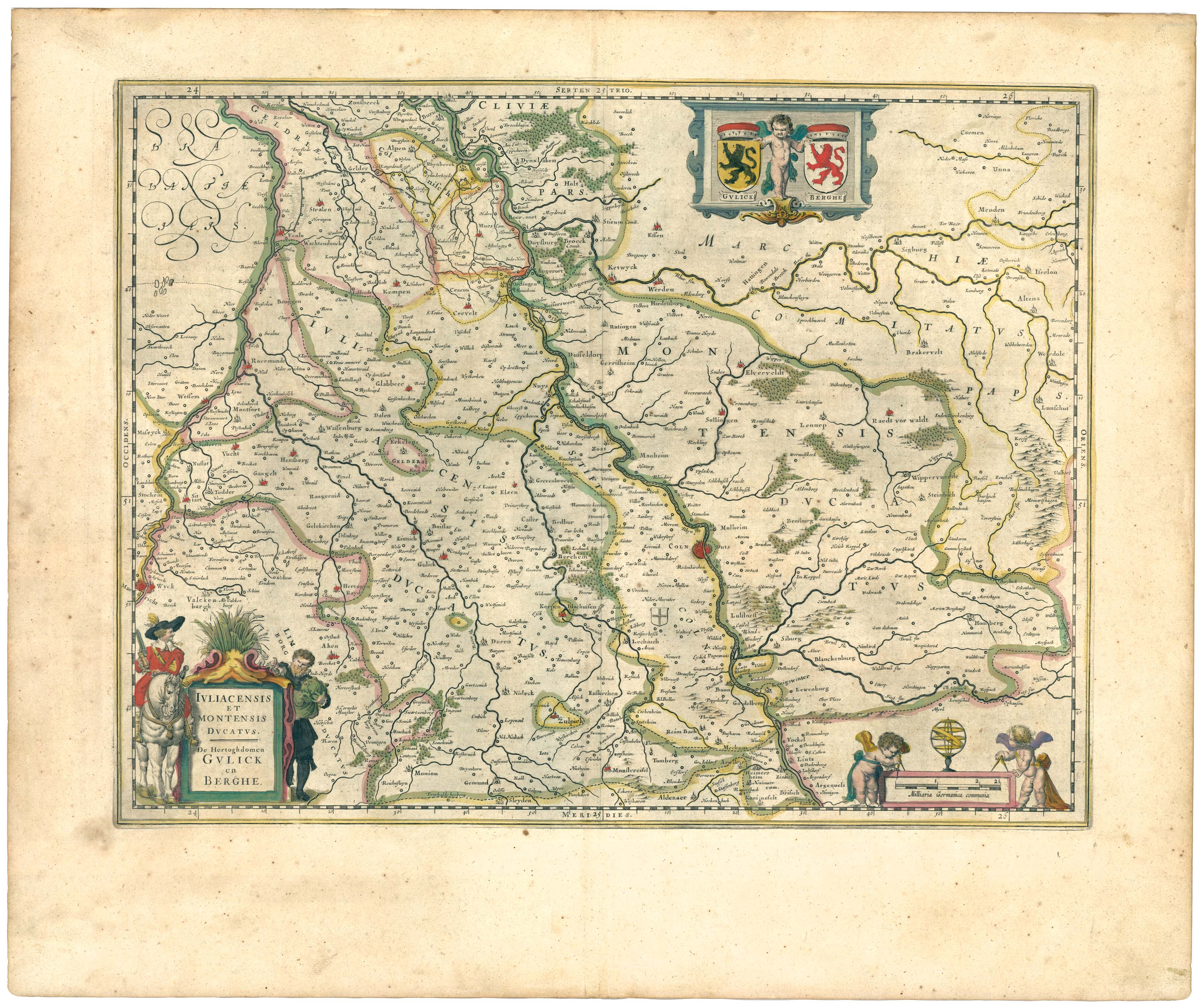
1645年繪畫的于利希-貝格公國地圖

### 于利希伯爵
- 1003年–1029年 格哈德一世，「尤利亞庫姆」伯爵
- 1029年–1081年 格哈德二世
- 1081年–1128年 格哈德三世，于利希伯爵
- 1128年–1142年 格哈德四世
- 1142年–1176年 威廉一世
- 1176年–1207年 威廉二世
- 1207年–1219年 威廉三世
- 1219年–1278年 威廉四世
- 1278年–1297年 沃爾拉姆（英语：Walram of Jülich）
- 1297年–1328年 格哈德五世（英语：Gerhard V of Jülich）
- 1328年–1356年 威廉五世，1336年升為藩侯，1356年升為公爵，是為威廉一世

### 于利希公爵
— 1393年–1423年與海爾德公國組成共主邦聯，1423年起亦與貝格公國組成共主邦聯，1437年起亦與拉文斯貝格伯國組成共主邦聯 —
- 1356年–1361年 威廉一世（前于利希伯爵）
- 1362年–1393年 威廉二世
- 1393年–1402年 威廉三世，1377年起亦是海爾德公爵
- 1402年–1423年 萊諾德
- 1423年–1437年 阿道夫
- 1437年–1475年 格哈德
- 1475年–1511年 威廉四世

### 拉馬克家族（公爵）
– 1521年起成為于利希-克萊沃-貝格聯合公國的一部分 –
- 1511年–1539年 約翰
- 1539年–1592年 威廉五世
- 1592年–1609年 約翰·威廉一世

### 維特爾斯巴赫家族（公爵）
– 與普法爾茨-諾伊堡組成共主邦聯，1690年後亦與普法爾茨選侯國組成共主邦聯，1777年起亦與巴伐利亞選侯國組成共主邦聯–
- 1614年–1653年 沃夫岡·威廉
- 1653年–1679年 菲利普·威廉
- 1679年–1716年 約翰·威廉二世
- 1716年–1742年  卡爾·菲利普
- 1742年–1794年 卡爾·特奧多爾

### 城市
屬於于利希公國管轄的市鎮: -
- 于利希
- 迪倫
- 明斯特艾費爾
- 奧伊斯基興
- 尼代根
- 貝格海姆
- 卡斯特
- 格雷文布羅赫
- 门兴格拉德巴赫
- 達倫
- 迪尔肯（英语：Dülken）
- 林尼希
- 蘭德拉特
- 布吕根 (德国)布吕根
- 叙赫特尔恩（英语：Süchteln）
- 阿爾登霍芬
- 海姆巴赫
- 蒙紹
- 瓦森貝格
- 海因斯貝格
- 岡格爾特
- 蓋倫基興
- 瓦爾德福伊希特
- 薛達
- 敘斯特倫
- 辛齊希
- 泰赫倫（英语：Tegelen）
- 雷馬根

## 外部連結
- 1475年–1815年于利希-克萊沃-貝格聯合公國法令，（Coll. Scotti） Archive.today的存檔，存档日期2012-12-04
- 勃蘭登堡與普法爾茨-諾伊堡達成的協議與于利希繼承戰爭（全文） Archive.today的存檔，存档日期2012-12-04
- 1789年的于利希公國地圖 （页面存档备份，存于）
- 于利希伯爵家族

50°55′N 06°21′E / 50.917°N 6.350°E